# أسل مفصلي
الأسَل المفصلي (باللاتينية: Juncus articulatus) هو نوع نباتي ينتمي لجنس الأسل من الفصيلة الأسلية.

## البيئة والانتشار
موطنه المشرق العربي والمغرب العربي ومعظم مناطق أوروبا، وانتشر أيضًا في أستراليا وشرق الولايات المتحدة.

## الوصف النباتي
نبات عشبي معمر يشبه النجيليات. ينتشر بالجذامير وله سوق كثيرة من القاعدة. الساق أسطوانية رفيعة قائمة وخشنة. يصل ارتفاع النبات إلى متر ونصف. الأوراق رفيعة خيطية، ثنائية الشعب ينتهي كل فرع بواحدة إلى ثلاث. يميل النبات للون البني عند النضج. النورة الزهرية عشكولية يصل طولها إلى 20 سم. يزهر النبات في أواخر فصل الربيع.